# Androula Henriques

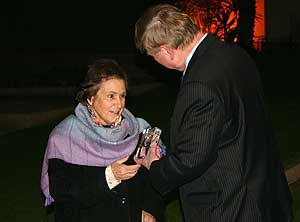
Androula Henriques bei der Entgegennahme des Preises (2010)

Androula Christofides-Henriques (griechisch Ανδρούλα Χριστοφίδου-Ενρίκε, auch Androula Papert-Christofides; * 1937) ist eine griechisch-zypriotische Soziologin, Psychotherapeutin und Hochschullehrerin. Für ihr Engagement gegen den Menschen- und Frauenhandel wurde sie 2010 mit dem „International Women of Courage Award“ (IWOC) des Außenministeriums der Vereinigten Staaten ausgezeichnet.

## Beruf
Androula Henriques absolvierte ein Studium der Psychologie und Pädagogik an der Universität Genf. Sie wurde in Politikwissenschaft und Sozialwissenschaften an der Universität Lausanne promoviert. Die auf Lernbehinderungen spezialisierte Soziologin und Psychotherapeutin lehrte und forschte von 1960 bis 2000 an der Universität Genf. Ihre Arbeiten halfen das Verhalten des Kindes zu entschlüsseln. Bis zu seinem Tod war sie Assistentin und enge Mitarbeiterin des Entwicklungspsychologen Jean Piaget (1896–1980).

## Engagement
Henriques hat sich als Bildungspsychologin jahrzehntelang für die Bekämpfung des weltweiten Analphabetismus engagiert. Beispielsweise hat sie geholfen, Schulen in Guatemala aufzubauen. Sie hat sich aber auch für Flüchtlinge eingesetzt, die vor dem Pinochet-Regime in Chile geflohen waren, und Flüchtlinge aufgenommen, die nach dem Militärputsch in Griechenland in die Schweiz flohen, um der Gewalt in Griechenland zu entkommen.
Diese langjährigen Erfahrungen halfen Henriques bei ihrem Einsatz gegen Frauenhandel und Ausbeutung durch Zwangsprostitution in Zypern. Sie wurde 2007 Mitbegründerin des Netzwerks Cyprus STOP Trafficking zur Bekämpfung des Menschenhandels (Trafficking). Sie drängte auf einen langfristigen institutionellen Wandel, forderte Regierungsbeamte auf höchster Ebene dazu auf, Maßnahmen gegen den Menschenhandel zu ergreifen und den Schutz der Opfer zu erhöhen. Ihr Netzwerk setzt sich aus Medienvertretern, Nichtregierungsorganisationen (NRO, NGO) und Mitgliedern des diplomatischen Korps und anderen zusammen. Es wird auch Geld für die Opfer des Menschenhandels gesammelt.
Mit ihren Mitstreitern organisierte Henriques im November 2008 eine Konferenz in Zypern, auf der sie die Gruppen STOP International, L’Association Contre L’Exploitation et L’Esclavage Sexuel (Vereinigung gegen Ausbeutung und sexuelle Sklaverei), Friends of Humanity (Freunde der Menschlichkeit) und die zypriotische Bewegung zur Bekämpfung des Menschenhandels zusammenbrachte. Die Veranstaltung zog Redner aus den Vereinigten Staaten und der Europäischen Union sowie Vertreter der Nationalen Polizei, des Parlaments, der Generalstaatsanwaltschaft, der türkisch-zyprischen Gemeinschaft, mehrerer Nichtregierungsorganisationen und viele Journalisten an.
Henriques hat Mut bewiesen sich in Zypern, wo mächtige Gruppen ein finanzielles Interesse daran haben, den Status quo des Menschenhandels aufrechtzuerhalten. Sie setzte sich auch persönlich ein und beherbergte Frauen und ehemalige Zwangsprostituierte, die bereit waren, gegen Menschenhändler oder Clubbesitzer auszusagen.
Zu ihrem Engagement befragt, antwortete Henriques, dass sie ihr ganzes Leben lang „mit den Außenseitern sympathisiert“ habe. Die schrecklichste Art der Ausbeutung sei „die sexuelle Ausbeutung, weil sie die Seele tötet“.

## Ehrungen
Im Jahr 2010 erhielt Androula Henriques als erste und bisher einzige Zypriotin den „International Women of Courage Award“. Den Preis konnte sie nicht am 10. März 2010 aus Händen von Hillary Clinton und Michelle Obama entgegennehmen, er wurde ihr 23. März vom amerikanischen Botschafter in Nikosia überreicht.
Zwei Jahre später wurde Henriques als Kommandeurin der französischen Ehrenlegion ausgezeichnet.

## Schriften (Auswahl)
- Aspects de la théorie piagétienne et pédagogie. Office de recherche et de documentation pédagogiques, Sion 1996.
- Jouer et comprendre. Propositions pour matériel pédagogique. Éditions des Sentiers, Lausanne 1998.
- mit Vinh Bang und André Giordan: Psychologie génétique et didactique des sciences. Peter Lang, Bern 1999. ISBN 3-261-03930-2.
- L’arithmétique apprivoisée. Genf 2003.